# Prospect Spur
Der Prospect Spur (englisch für Aussichtsgrat) ist ein schmaler Gebirgskamm in der antarktischen Ross Dependency. Im Königin-Maud-Gebirge erstreckt er sich in der Separation Range ausgehend von der südwestlichen Basis des Cleft Peak in westlicher Richtung zum Rand des Hood-Gletschers.
Teilnehmer der New Zealand Alpine Club Antarctic Expedition (1959–1960) benannten ihn so, weil sie ihn bestiegen hatten, um ihre Route über den Hood-Gletscher in südlicher Richtung zu erkunden.